# Aux enfants de la chance
Singles de Serge Gainsbourg
Five Easy Pisseuses
(1987) Mon légionnaire
(1988)
Clip vidéo
[vidéo] « Aux enfants de la chance », sur YouTube
Aux enfants de la chance est une chanson écrite, composée et interprétée par Serge Gainsbourg, parue sur l'album You're Under Arrest en 1987, puis en single en 1988.

## Thème
Cette chanson aborde le thème de la drogue et constitue un message de prévention à destination des jeunes. Gainsbourg y dénonce les dangers des stupéfiants et interpelle les « enfants de la chance » qui n'y ont pas encore touché.

## Genèse
En 1986, le photographe et réalisateur Jean-Marie Périer écrit et réalise le spot publicitaire « La drogue, c'est de la merde »,,,. Il demande à Serge Gainsbourg d'écrire une chanson sur le sujet, ce que le chanteur accepte. Un sujet que Gainsbourg connaît de près puisque sa dernière compagne, Bambou, avait des problèmes de drogue au début de leur relation. Deux ans avant la naissance de leur fils Lulu en 1986, Gainsbourg demande à Bambou d'arrêter la drogue, car selon la jeune femme dans un entretien accordé aux Inrockuptibles en février 2001, « il connaissait des gens morts d'overdose très jeunes », ajoutant qu'« il ne voulait rien savoir, rien voir, il voulait que j'arrête » et qu'il lui a « demandé de tout arrêter parce qu'il voulait faire la petite Lulu ».
Pour le titre, Gainsbourg s'est souvenu du nom d'un dancing où jouait son père. Comme à son habitude, Serge Gainsbourg s'appuie sur des jeux d'assonances, d'allitérations et de calembours, notamment en profitant de l'homophonie entre l'exhortation « dis-leur » et le terme « dealer », ou encore « et dites » et le prénom « Édith ».
Selon l'article d'un adepte desdites substances, les descriptions de la consommation de stupéfiants et de ses conséquences contenues dans ce texte sont approximatives. Toutefois, on peut aussi y voir paradoxalement un effet incitatif déguisé, dans la mesure où la chanson présente un éventail de produits et de pratiques (bien qu'imprécis, par méconnaissance ou par licence poétique, le texte étant construit autour du motif rythmique lancinant constitué de l'alternance des mots « shoot » et « shit ») peu connus jusqu'alors du grand public, et par endroits décrits comme attractifs, par antiphrase, en dépit des mises en garde réitérées, d'autant que l'anaphore qui introduit chaque couplet insiste sur les « transes » que ceux-ci promettent.

## Fiche technique
- Titre : Aux enfants de la chance
- Paroles et musique : Serge Gainsbourg
- Interprète d'origine : Serge Gainsbourg, sur le 33 tours et CD You're Under Arrest, Philips LP 834 034-1 et CD 834 034-2[7]
- Enregistrement : Studios Digital Services à Paris (France) et Dangerous Music, dans le New Jersey (États-Unis)
- Arrangement et direction musicale : Billy Rush
- Producteur : Billy Rush et Philippe Lerichomme
- Parution : 1988 en single 45 tours 870 174-7 et maxi 45 tours promo 870 174-1[8]
- Éditeur : Melody Nelson Publishing
- Durée : 4 min 7 s

## Sortie et accueil
| Classement (1988) | Meilleure place |
| ----------------- | --------------- |
| France (SNEP)     | 35              |

Aux enfants de la chance entre au Top 50 à la 42e place à partir du 2 avril 1988 et ne parvient pas à se classer au-delà de la 35e place occupée entre le 30 avril et le 13 mai 1988. Le disque quitte le classement la semaine du 28 mai 1988, de nouveau à la 42e place. Malgré une position modeste dans les classements, le titre est resté classé durant neuf semaines consécutives, tout en faisant mieux que le premier extrait de l'album, You're Under Arrest, lequel n'est resté que cinq semaines, dont quatre semaines consécutives et deux à la 47e place début 1988. Il s'agit du single le mieux classé de Gainsbourg au Top 50 en tant qu'artiste solo de son vivant.